# راي لامب
راي لامب (بالإنجليزية: Ray Lamb)‏ هو لاعب كرة قاعدة أمريكي، ولد في 28 ديسمبر 1944 في غلينديل في الولايات المتحدة.

## وصلات خارجية
- راي لامب على موقع دوري كرة القاعدة الرئيسي (الإنجليزية)
- راي لامب على موقعبيزبول رفرنس.كوم (الدوري الرئيسي) (الإنجليزية)
- راي لامب على موقعبيزبول رفرنس.كوم (الدوري الثانوي) (الإنجليزية)